# Theodor Ludwig Wilhelm Bischoff
Theodor Ludwig Wilhelm von Bischoff (28 de octubre de 1807, Hannover - 5 de diciembre de 1882, Múnich) fue un biólogo y anatomista alemán. Centró sus estudios en el área de la embriología. Fue profesor de anatomía en la Universidad de Heidelberg, de fisiología en la Universidad de Giessen y de ambas materias en la Universidad de Múnich. En 1868, es nombrado miembro extranjero de la Royal Society.

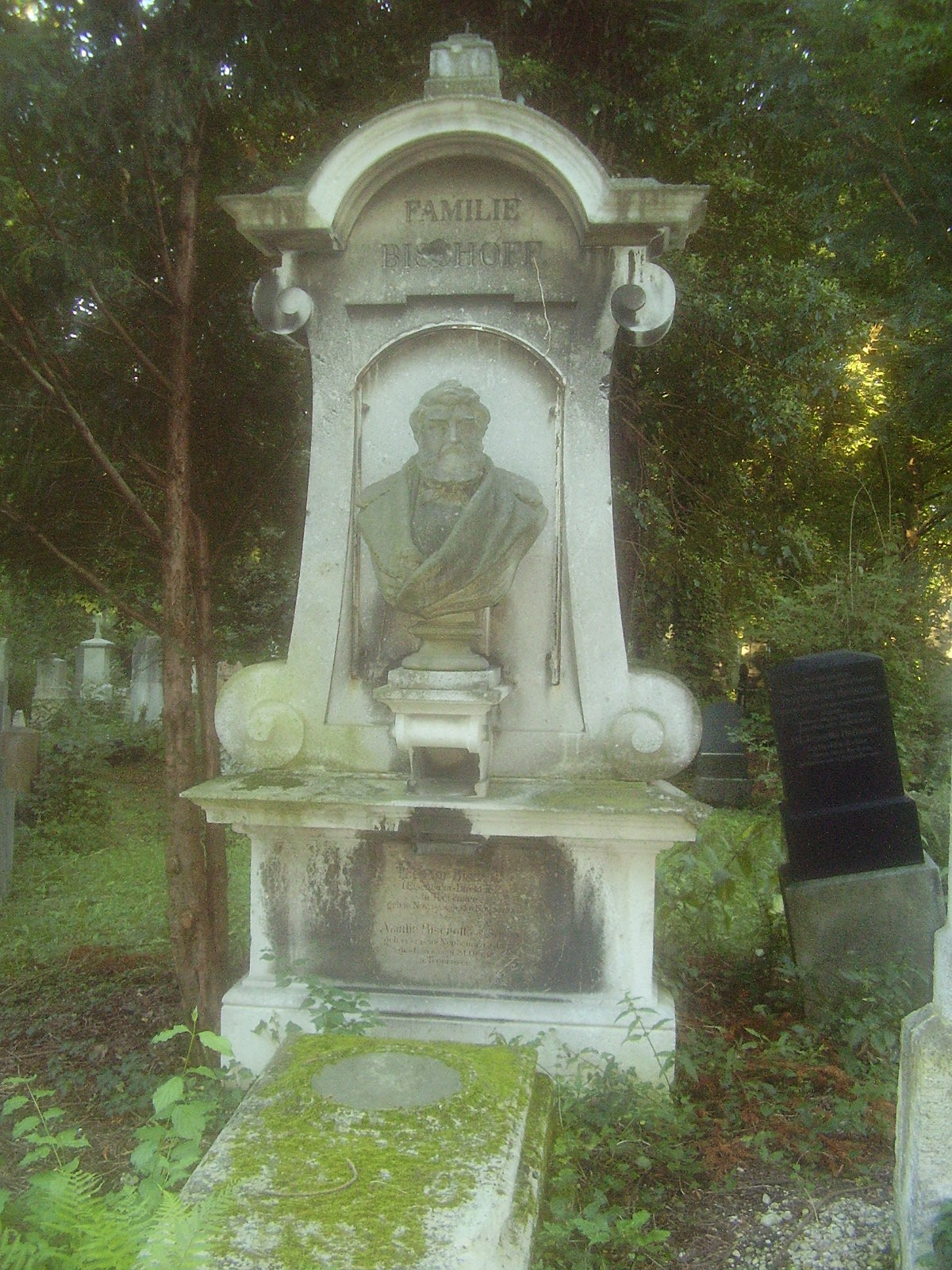
Tumba familiar del autor, en Alten Südfriedhof.